# 市堀川

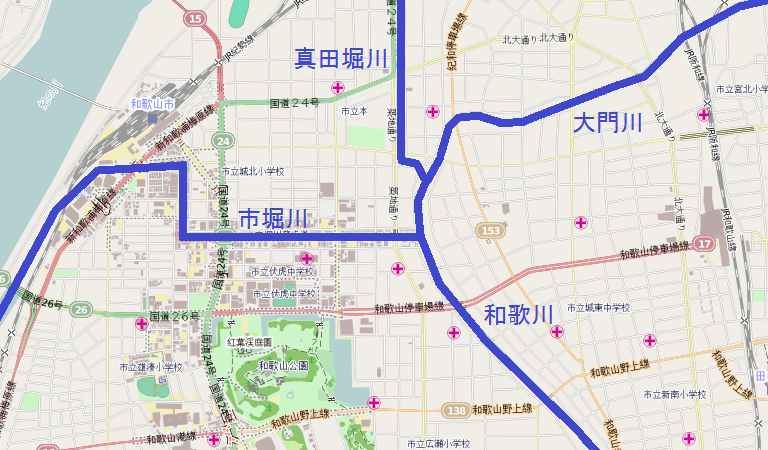

市堀川（いちほりがわ、しほりがわ）は、和歌山県和歌山市の中心部を流れる川で、和歌山城の外堀が起源である。同じく外堀を起源とする和歌川、大門川、真田堀川、有本川をあわせた5河川を総称して「内川」と呼ばれる。

## 名称
当初、大正5年（1916年）に県の告示により、「和歌山市堀川」と名づけられた。和歌山市の堀川という意味の命名が名前の由来である。これが、昭和4年（1926年）発行の「和歌山市統計書」で、和歌山を省略した「市堀川」と記載され、その後この「市堀川」が正式名称となった。
名前の読み方は「しほりがわ」が正式とされていたが、地元住民は市場があった「堀川」という意味で「いちほりがわ」と呼び親しんでいる。2023年に和歌山県は「市堀川の呼称変更について」という通知文書で、「呼称を統一し「いちほりがわ」とする」とした（呼称取扱い変更日：2023年5月26日から）。

## 地理
市堀川は、和歌川との合流地点から始まり、西へと流れ堀詰橋、住吉橋、京橋、中橋を経て、寄合橋の南で北上、和歌山市駅近くで再び西へと曲がり、伝法橋、雄橋（おのはし）、材木橋を経て紀の川と並行して西南へ流れ、築地川（つきじがわ）と合流する。

## 歴史

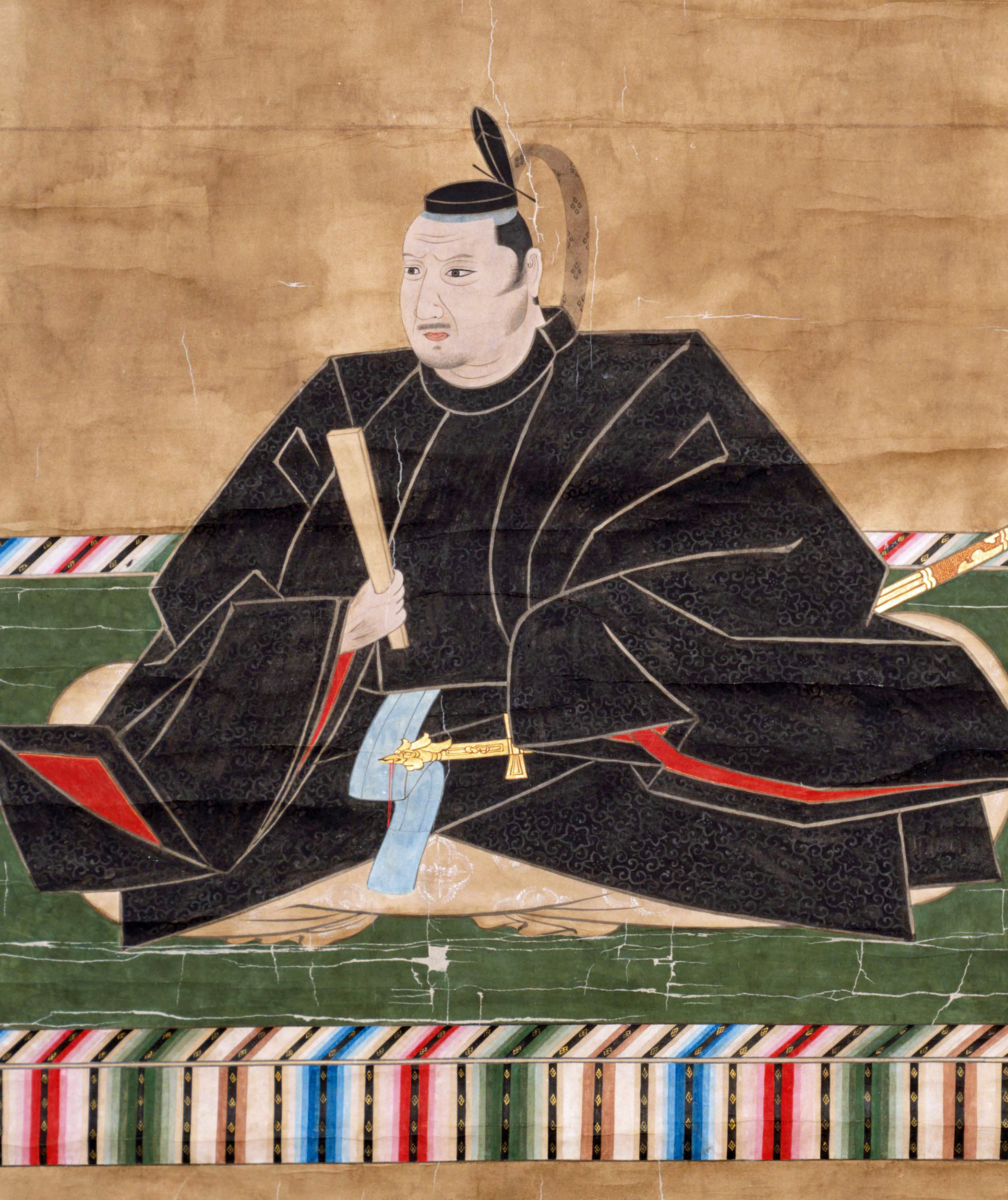
浅野幸長

市堀川は天正14年（1586年）に築城した和歌山城の外堀の一つとして浅野幸長によって造られ、堀川と呼ばれた。その堀川の伝法橋付近が伝法川と呼ばれ現在の市堀川の元となっている。江戸時代の和歌山城下は市堀川を境にして、南岸の武家屋敷（三の丸）と北岸の町人町に分けられていた。市堀川は船運による物資の輸送路として使用され、河岸には問屋街が形成されて城下町の発展に影響を与えた。本町1丁目から寄合橋にかけての区域には駿河町・福町・ト半町・寄合町の4町があり、この4町を東西に走る通りは和歌山城下のメインストリートだった。
当初、東外濠の屋形川と、西外濠にあたる西の丸川を支流に持つ延長1.6km、幅24～26mの運河であった。その後、真田堀川、新堀川が開削された。これらの運河は、有事に備えた外濠であるが、平時の舟運を重視したものと考えられる。市堀川沿い一帯は納屋河岸（なやがし）と呼ばれ、紀の川を通じて各種産物が頻繁に荷揚げされて賑わい、納屋河岸北側には富裕な商家が集まっていた。明治維新の後、西の丸川、屋形川、新堀川は埋め立てられた。
昭和時代には都市化にともなって汚染が進んだ。1992年から和歌山県と和歌山市が共同で整備を開始し、1998年9月には市堀川周辺を散策できる遊歩道と市営駐車場が完成した。市堀川北岸の遊歩道は京橋＝城北橋間の435m、南岸の遊歩道は鍜治橋＝寄合橋間の1,145mである。「プライバシーや防犯への配慮」から、遊歩道の開放時間は「9時-17時」となっている。2015年9月12日・13日に行われた「市駅“グリーングリーン”プロジェクト」の一環として、市堀川ではプラグインハイブリッド船が遊覧船として試験運行された。

## ギャラリー

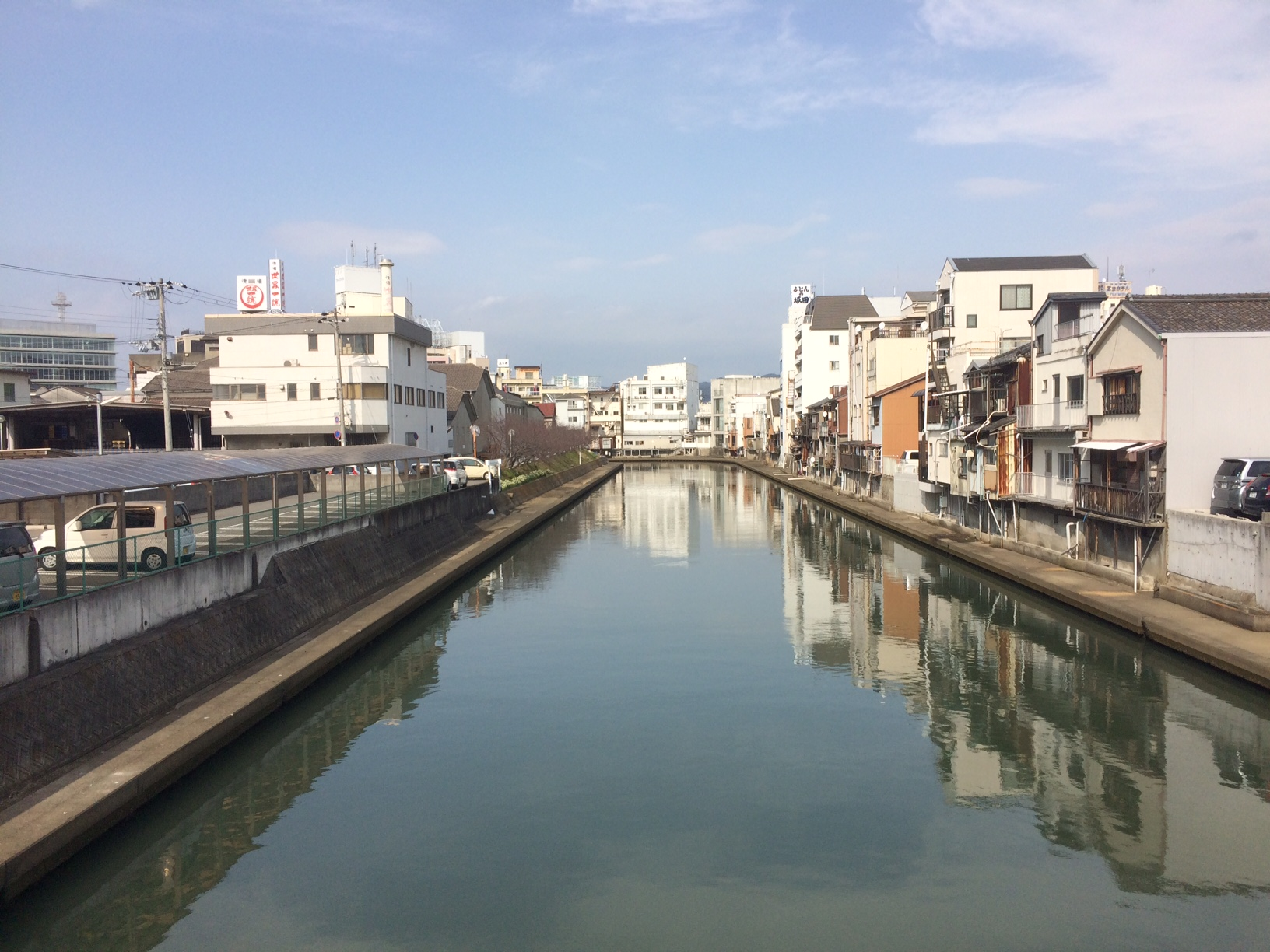
寄合橋から北を見る
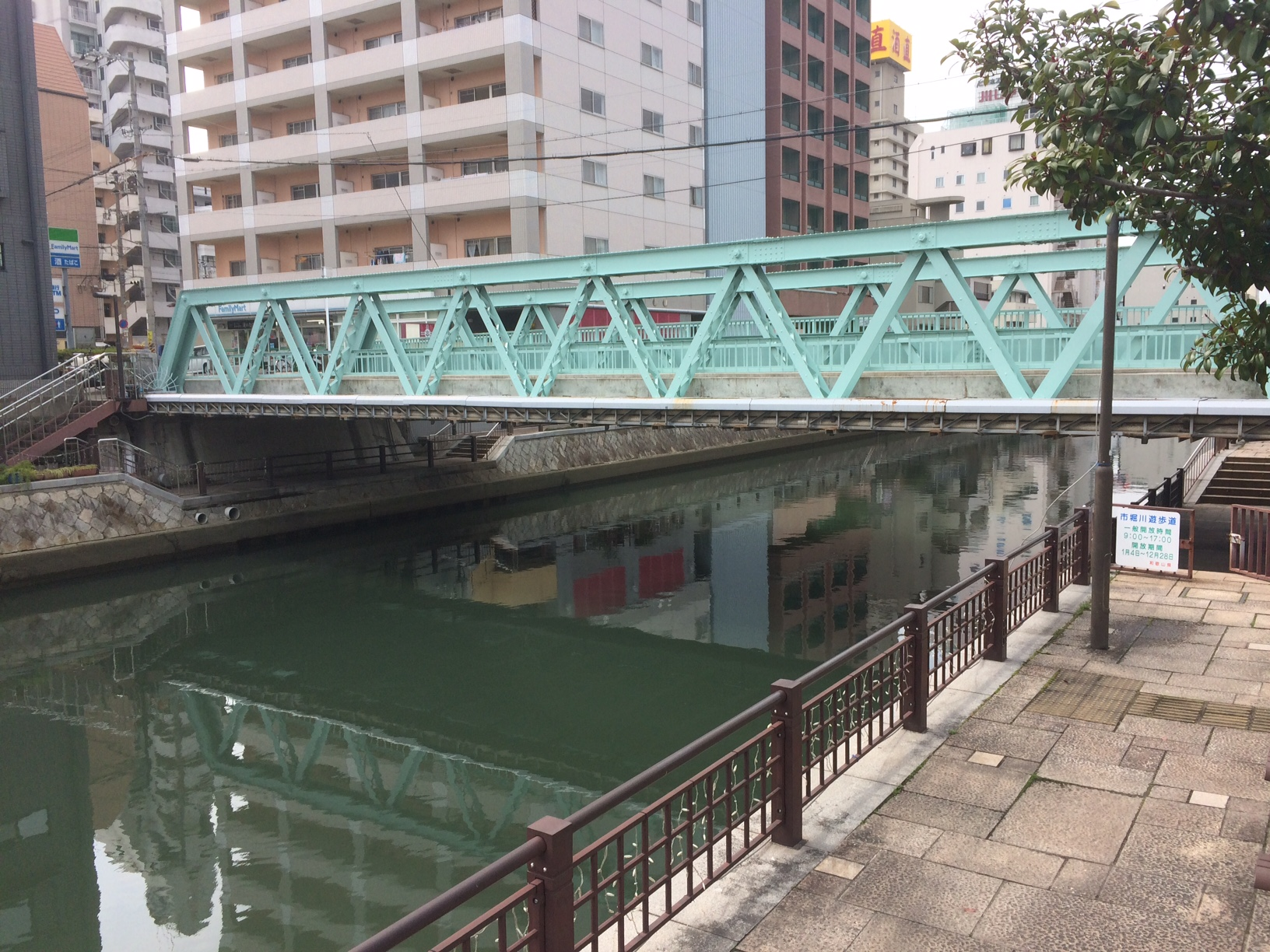
中橋
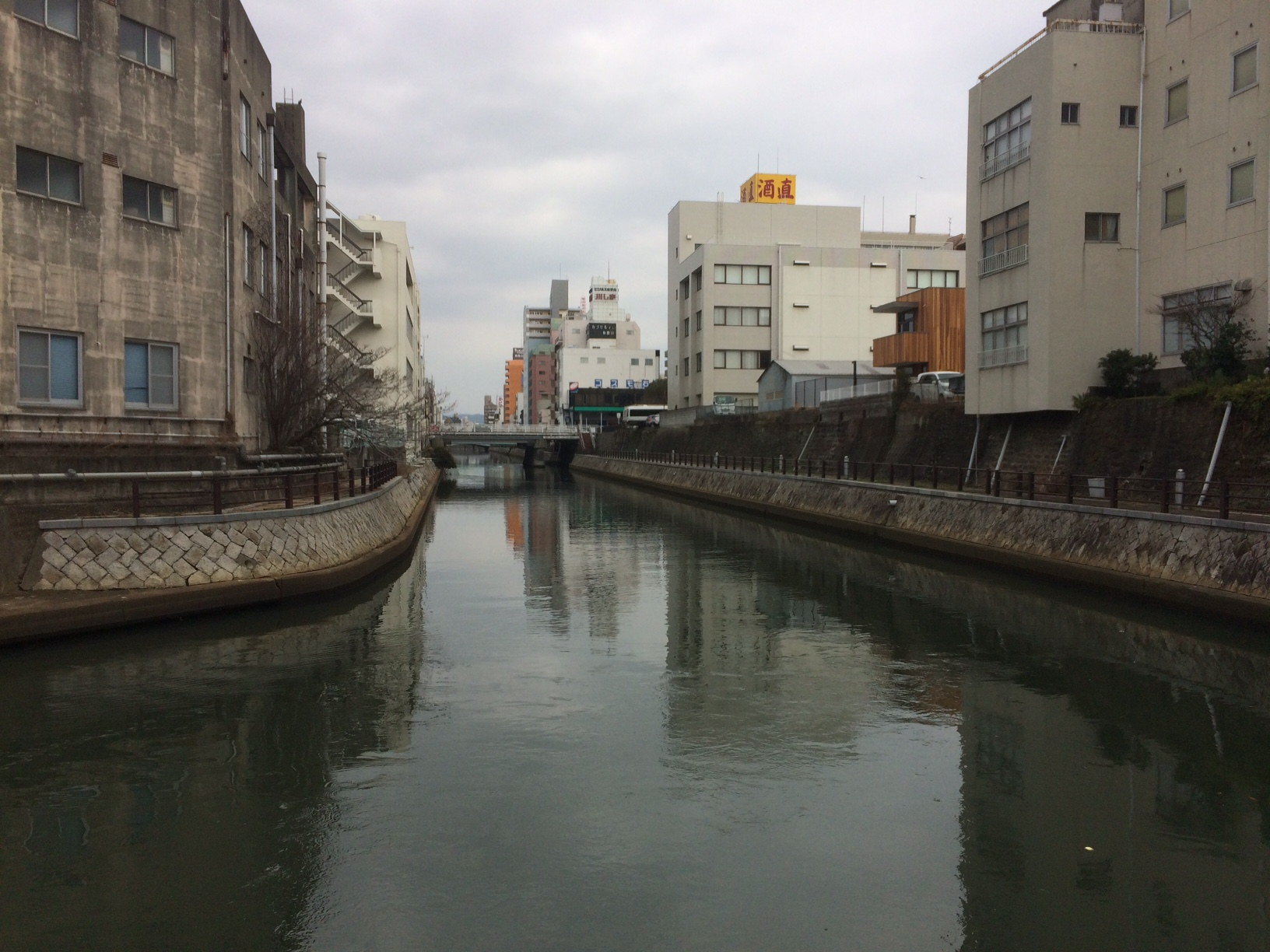
寄合橋の南側
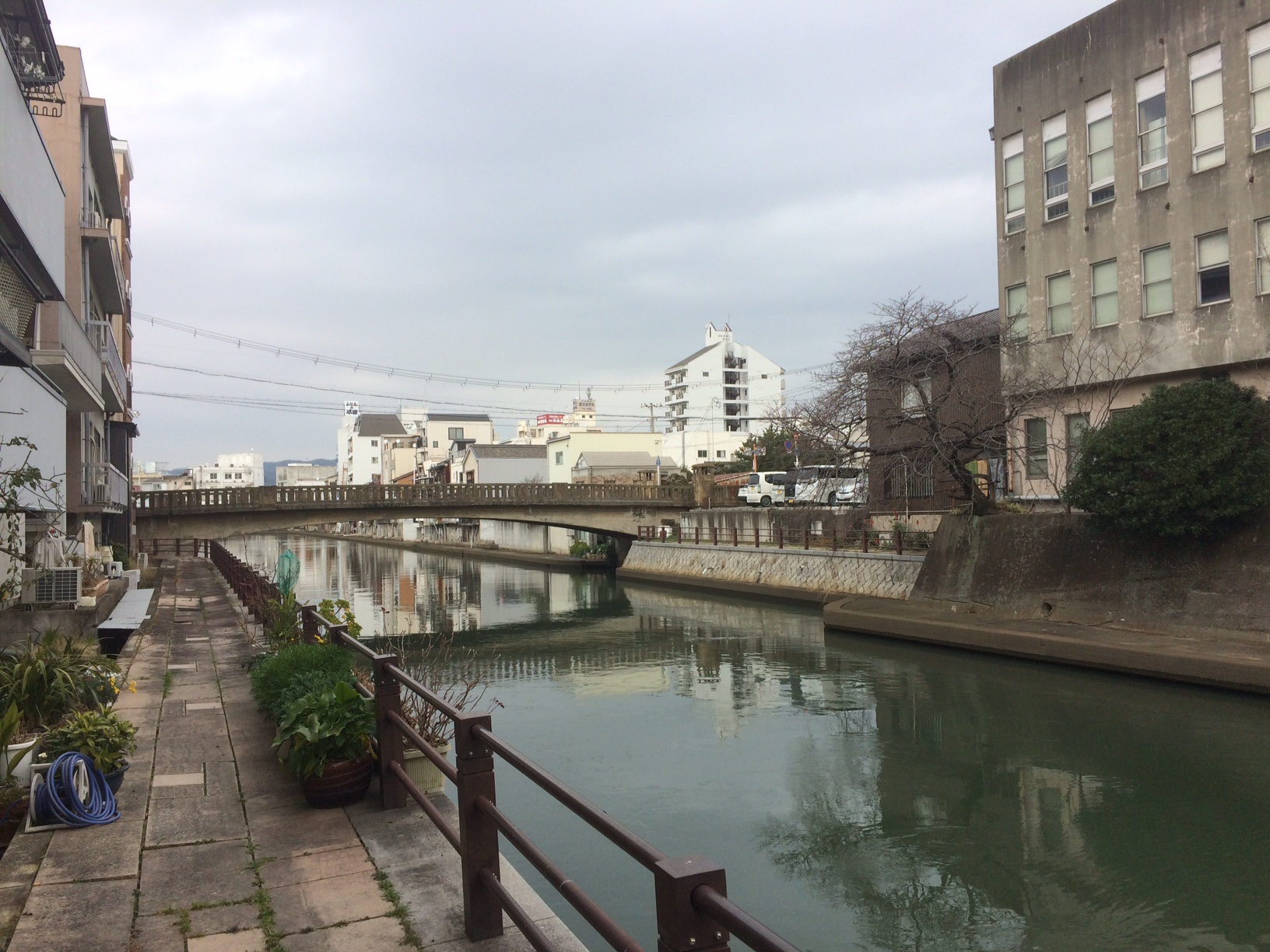
寄合橋
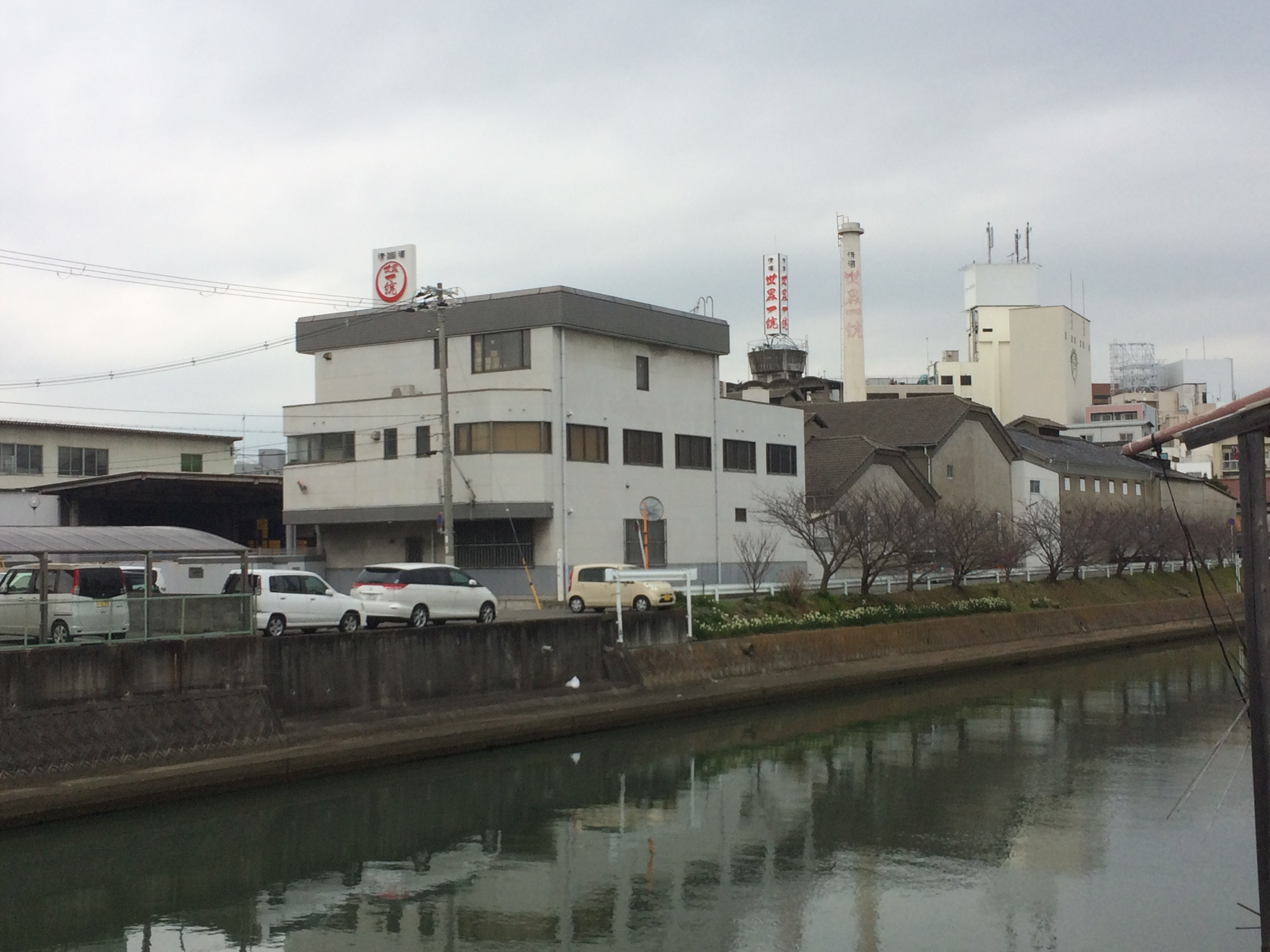
世界一統
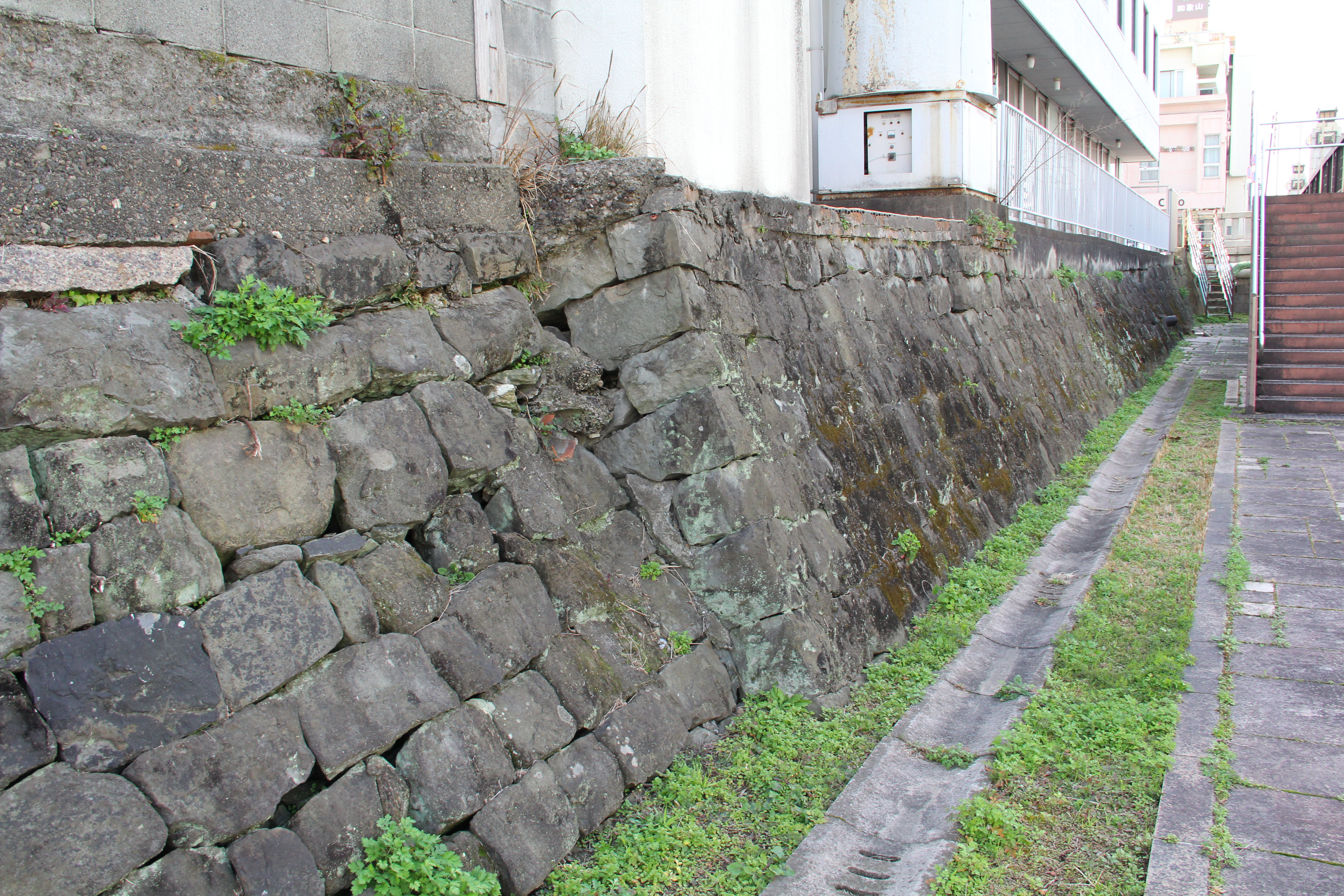
河岸の石垣
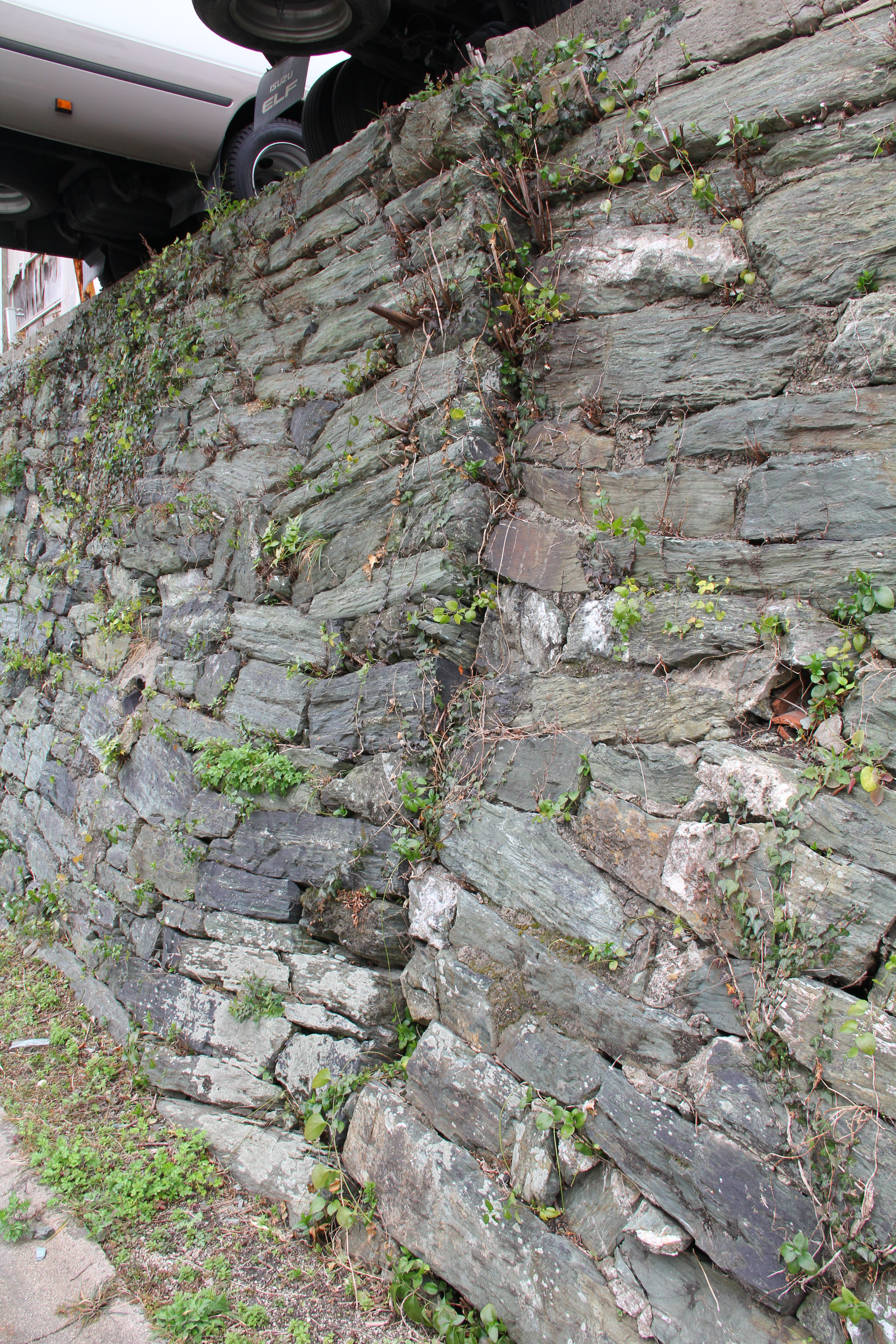
河岸の石垣
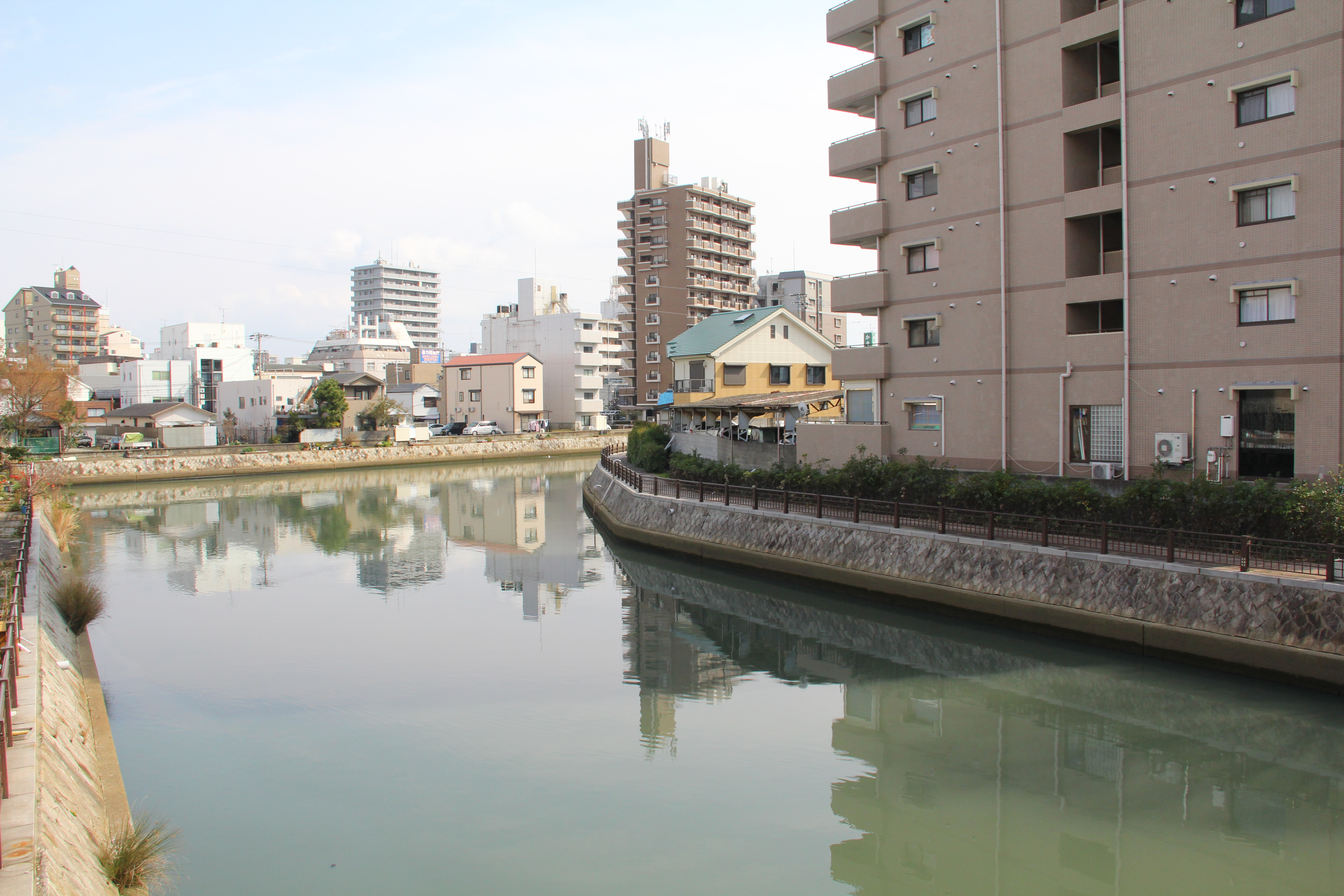
市堀川東端